# Red Barrels
Red Barrels Inc. é um estúdio de desenvolvimento de jogos eletrônicos independentes canadense localizado na cidade de Chambly, Quebec. A empresa foi fundada por David Chateauneuf, Hugo Dallaire e Philippe Morin, em junho de 2011.
Morin, Chateauneuf e Dallaire foram originalmente desenvolvedores tanto da Ubisoft Montreal como também da EA Montreal, porém decidiram fundar a empresa após Dallaire ter criado uma propriedade intelectual em 2010. Depois de pedir demissão de seus cargos, a  equipe começou a surgir na internet em julho de 2012 com o trailer de um jogo sendo lançado no Halloween. Posteriormente, este jogo foi revelado como Outlast, e foi lançado em 4 de setembro recebendo análises positivas pelos críticos e ajudando no reconhecimento dos desenvolvedores no setor.

## História
Philippe Morin, David Chateauneuf e Hugo Dallaire foram inicialmente desenvolvedores de jogos eletrônicos na Ubisoft Montreal tendo sido contratados entre 1997 e 1998. Chateauneuf ajudou a desenvolver Tom Clancy's Splinter Cell e Morin e Dallaire desenvolveram o Prince of Persia: The Sands of Time. Eventualmente, Morin deixou a Ubisoft em 2009 e trabalhou na EA Montreal em 2010 para criar um conceito original de propriedade intelectual com Dallaire, porém foi cancelado no mesmo ano. Sem outras opções, Morin deixou a companhia em janeiro de 2011 para dar fundar a Red Barrels.
Após renunciarem, Morin conheceu Chateauneuf e Dallaire e depois que o trio deixou seu emprego, concordaram em começar sua própria empresa. Após uma dificuldade técnica com uma submissão prévia, o grupo adquiriu US$ 300.000 em financiamento dos Fundos de Mídia do Canadá durante o ano fiscal de 2012-2013 e US$ 1 milhão no ano 2013-2014. O grupo fundou a Red Barrels em 4 de julho de 2012, aproximadamente 18 meses após suas demissões.
Em 12 de junho de 2013, a equipe de desenvolvimento lançou um vídeo demonstrando a jogabilidade de Outlast na E3 de 2013, onde receberam elogios de críticos e fãs. Em 12 de julho, a Red Barrels obteve o licenciamento da Unreal Engine 3 para o desenvolvimento do jogo. Em 4 de outubro, a empresa lançou um teaser do seu vindouro jogo através da conta oficial da companhia no Twitter. No dia 17, Outlast foi anunciado através de um comunicado de imprensa do TriplePoint juntamente com a divulgação de um trailer completo do jogo no Halloween de 2012. Em 4 de setembro de 2013, o jogo foi lançado para as plataformas Microsoft Windows e PlayStation 4 em 4 de fevereiro de 2014, para o Xbox One em 18 de junho, e em 31 de março de 2015 para o OS X e Linux. Logo após o lançamento do título para o PlayStation, uma expansão de conteúdo do jogo intitulada Outlast: Whistleblower foi anunciada em 29 de abril de 2014 e lançada em 6 de maio para Windows, Xbox One e PlayStation 4 simultaneamente.

Em 23 de outubro, Morin anunciou o desenvolvimento de Outlast 2, que também revelou que o jogo já estava sendo desenvolvido há algum tempo. Uma demonstração da jogabilidade do futuro título foi lançada na PAX East em 22 de abril de 2016 e novamente na E3 de 2016 em 15 de junho. Em 1 de agosto, a Red Barrels adiou oficialmente o lançamento do jogo do outono de 2016 até a primavera de 2017. A empresa declarou:
"Tivemos que tomar uma decisão difícil recentemente. Depois de pesar as nossas opções, decidimos adiar o lançamento de Outlast 2 até o primeiro trimestre de 2017. Queremos que vocês saibam que nós escutamos seus comentários, sentimos suas emoções e sabemos que vocês se preocupam com nosso trabalho. Nossa missão como estúdio independente é entregar-lhes as melhores experiências, mais aterradoras e mais gratificantes possível. E é por isso que estamos levando um pouco mais de tempo para garantir a todos que nossa visão do Outlast 2 não seja de modo algum comprometida e que seja a experiência que você merece."
Em 18 de julho, a empresa lançou a primeira edição da minissérie de histórias em quadrinhos The Murkoff Account, que foi composta por cinco quadrinhos detalhando a lacuna narrativa entre Outlast e Outlast 2. A segunda, terceira e quarta edições foram lançadas respectivamente em 1 de setembro, 4 de novembro e no dia 22 de fevereiro de 2017. As histórias em quadrinhos foram escritas por J.T. Petty e The Black Frog.
Em 05 de dezembro de 2019,a empresa anunciou uma Spin-off que se passa no mesmo universo Da franquia principal chamada Outlast Trials com foco em modo cooperativo em até 4 jogadores pela primeira vez na história da franquia e foi esclarecido que se passará durante a guerra fria e que permitirá que os jogadores enfrentem o terror à espreita tanto sozinhos como também com seus companheiros "objetos de teste". Os jogos anteriores apresentavam apenas uma campanha solo e com uma narrativa que se desenvolvia de forma linear, mas a descrição dada pela desenvolvedora dá a entender que o game contará com desafios e quebra-cabeças que devem ser resolvidos.
The Outlast Trials ainda está em um estágio prévio de desenvolvimento. A partir de agora, os produtores devem direcionar seus esforços à “criação de conteúdo, variedade e violência”. O objetivo é criar uma experiência que proporcione medo e ansiedade para milhões de jogadores.
Durante a Pc Gaming Show realizado no dia 13 de junho de 2020 foi lançado um trailer inédito e com data de lançamento para 2021.
"Em meio à Guerra Fria, voluntários relutantes foram recrutados pela Murkoff Corporation para testar métodos novos de lavagem cerebral e controle mental. Trabalhe junto com seus amigos em um mundo de desconfiança, medo e violência, e tente sobreviver a The Outlast Trials", diz a sinopse do jogo.
Ainda sem data específica, The Outlast Trials chega para PC em 2021; o lançamento para outras plataformas não foi confirmado até o momento.

## Jogos desenvolvidos
| Ano  | Título                 | Plataforma(s) | Plataforma(s) | Plataforma(s) | Plataforma(s) | Plataforma(s) |
| Ano  | Título                 | Lin           | Mac           | Win           | PS4           | XBO           |
| ---- | ---------------------- | ------------- | ------------- | ------------- | ------------- | ------------- |
| 2013 | Outlast                | Sim           | Sim           | Sim           | Sim           | Sim           |
| 2014 | Outlast: Whistleblower | Sim           | Sim           | Sim           | Sim           | Sim           |
| 2017 | Outlast 2              | Não           | Não           | Sim           | Sim           | Sim           |